# Giuliana Calandra
Giuliana Calandra (Moncalieri, 10 de febrero de 1936-Aprilia, 25 de noviembre de 2018) fue una actriz, periodista y presentadora de televisión italiana.

## Biografía
Debutó en 1963, en La ricotta, película de Pier Paolo Pasolini. Formó parte del reparto de películas de directores de prestigio, tales como Dario Argento, Marco Ferreri, Alberto Sordi, Lina Wertmüller, Giorgio Albertazzi, Mario Monicelli, Costa-Gavras, Dino Risi, Sergio Corbucci o Alberto Lattuada.
En la década de 1980, compaginó su carrera de actriz con la de periodista y presentadora de televisión, centrándose principalmente en la moda y el entretenimiento.

## Filmografía (selección)
- La calandria (1972)
- Film d'amore e d'anarchia, ovvero: stamattina alle 10, in via dei Fiori, nella nota casa di tolleranza... (1973)
- Storia di una monaca di clausura (1973)
- Tutto a posto e niente in ordine (1974)
- Il bestione (1974)
- Terminal (1974)
- La nottata (1975)
- Profondo Rosso (1975)
- Simone e Matteo - Un gioco da ragazzi (1975)
- Di che segno sei? (1975)
- Vai gorilla (1975)
- La Dernière Femme (1976)
- Giovannino (1976)
- Caro Michele (1976)
- Squadra antifurto (1976)
- La segretaria privata di mio padre (1976)
- Ecco noi per esempio (1977)
- Il... Belpaese (1977)
- Grand hôtel des palmes (1977)
- Difficile morire (1977)
- Ritratto di borghesia in nero (1978)
- Così come sei (1978)
- Quando c'era lui... caro lei! (1978)
- C'est dingue... mais on y va (1979)
- Clair de femme (1979)
- L'affittacamere (1979)
- Il corpo della ragassa (1979)
- Il lupo e l'agnello (1980)
- Il turno (1981)
- Bello mio, bellezza mia (1982)
- Sesso e volentieri (1982)
- Dio li fa poi li accoppia (1982)
- In viaggio con papà (1982)
- Occhio nero, occhio biondo e occhio felino (1983)
- Il petomane (1983)
- Arrivano i miei (1983)
- Jocks (1984)
- Uno scandalo perbene (1984)
- L'allenatore nel pallone (1984)
- A tu per tu (1984)
- Desiderando Giulia (1986)
- Rimini Rimini (1987)
- Regina (1987)
- Il coraggio di parlare (1987)
- La cintura (1989)
- Faccione (1991)
- Non chiamarmi Omar (1992)
- Signorina Giulia (1992)
- Mari del sud (2001)
- Per finta e per amore (2002)
- Poco più di un anno fa - Diario di un pornodivo (2003)
- L'allenatore nel pallone 2 (2008)